# Microregione di Caxias do Sul
La Microregione di Caxias do Sul è una delle microregioni del Rio Grande do Sul, in Brasile, appartenente alla mesoregione Nordeste Rio-Grandense. La microregione è composta da diciotto comuni. Si estende su un'area di 4853,8890 km² con una popolazione di 729 152 abitanti. La densità è di 150,2 ab./km².

## Comuni
- Antônio Prado
- Bento Gonçalves
- Boa Vista do Sul
- Carlos Barbosa
- Caxias do Sul
- Coronel Pilar
- Cotiporã
- Fagundes Varela
- Farroupilha
- Flores da Cunha
- Garibaldi
- Monte Belo do Sul
- Nova Pádua
- Nova Roma do Sul
- Pinto Bandeira
- Santa Tereza
- São Marcos
- Veranópolis
- Vila Flores